# Bamboleo
Det finns även en låt som heter Bamboleo; den har framförts av Gipsy Kings
Bamboleo är ett sällskapsspel för två till sju personer som kräver att spelarna har god finmotorik. Spelet består av en stor cirkulär skiva som balanserar på korkkula på en högsmal konisk fot. På skivan är från början 32 olikformade och olikviktade träklossar utlagda, och det är spelarnas uppgift att plocka av dessa träklossar en efter en. Om man rubbar skivans balans så att den faller ner när man tar en kloss får man inga poäng och spelet tar slut. Den som har plockat flest klossar vinner.
Spelet är konstruerat av Jacques Zeimet och blev först utgivet av Zoch Verlag 1996. En omgång tar ungefär 30 minuter att spela.
Expansionen Waagemut gavs ut 2009 och kommer i ett rör som innehåller en liten balansbräda med åtta positioner på var sida om balansbrädans mitt. När man lyckas ta en kloss från den cirkulära skivan så placerar man den på sin sida av balansbrädan. Spelets mål är här att vinna balansen över till sin sida och det är därför bättre att lyckas ta tyngre klossar från spelskivan och dessutom att placera dem längre ut på balansbrädan ju tyngre de är.

## Mottagande
Den tyska spelsajten spielbox.de har gett spelet 3,8 av 5 i betyg.